# Vuelta al Táchira 2010
La 45ª edición de la Vuelta al Táchira se disputó desde el 13 hasta el 24 de enero de 2010.
Perteneció al UCI America Tour 2009-2010, siendo la séptima competición del calendario ciclista internacional americano. El recorrido contó con 12 etapas y 1424 km, transitando por los estados Apure, Barinas, Mérida y Táchira.
El ganador fue el venezolano José Rujano del equipo Gobernación del Zulia, quien fue escoltado en el podio por José Alarcón y Noel Vásquez.
Las clasificaciones secundarias fueron; José Alarcón ganó la clasificación por puntos, José Rujano la montaña, el sprints para Arthur García, el sub-23 para José Alarcón y la clasificación por equipos la ganó Lotería del Táchira.

## Equipos participantes
Participaron 19 equipos conformados por entre 6 y 8 corredores, de los cuales trece fueron venezolanos y seis extranjeros con equipos de Italia, México, Colombia y Guatemala. Iniciaron la carrera 133 ciclistas de los que finalizaron 75.
| - Lotería del Táchira - Kino Táchira - Gobernación de Carabobo - Gobernación del Zulia - Sumiglov - Gobernación de Mérida - Alcaldía de San Cristóbal - Alcaldía de Libertad - Hussein Sports - Gobernación de Barinas - Alcaldía de Maracaibo - Club Ciclístico Fernando Feo - Fundación Escuela Independencia - Sport Táchira - Gobernación del Táchira - Gobernación de Trujillo | - Mastromarco - Tlaxcala Lizaros - Trecolli - Bono de Ciclismo - Boyacá Orgullo de América - Lotería de Boyacá - Selección Nacional de Guatemala |

## Etapas
| Etapa | Fecha       | Recorrido                   | Km    | Ganador           | Lider          |
| 1.ª   | 13 de enero | CRE en San Cristóbal        | 14,2  | José Chacón       | José Chacón    |
| 2.ª   | 14 de enero | Táriba - Santa Bárbara      | 162,9 | Miguel Ubeto      | Miguel Ubeto   |
| 3.ª   | 15 de enero | Abejales - Guasdualito      | 162   | Gil Cordovés      | Miguel Ubeto   |
| 4.ª   | 16 de enero | El Cantón - Cordero         | 143   | José Alarcón      | Miguel Ubeto   |
| 5.ª   | 17 de enero | Palmira - El Vigía          | 124,1 | Miguel Ubeto      | Miguel Ubeto   |
| 6.ª   | 18 de enero | Umuquena - La Grita         | 109,5 | Jonathan Camargo  | José Contreras |
| 7.ª   | 19 de enero | Seboruco - Colón            | 102   | Jonathan Monsalve | José Contreras |
| 8.ª   | 20 de enero | CRI de Rubio a Bramón       | 17,1  | José Rujano       | José Rujano    |
| 9.ª   | 21 de enero | San Josecito - Pregonero    | 171,2 | José Alarcón      | José Rujano    |
| 10.ª  | 22 de enero | Pregonero - Santa Ana       | 186,9 | John Nava         | José Rujano    |
| 11.ª  | 23 de enero | Santa Ana - Cerro El Cristo | 116,5 | Jimmy Briceño     | José Rujano    |
| 12.ª  | 24 de enero | Circuito en San Cristóbal   | 115   | José Alarcón      | José Rujano    |

## Clasificaciones

### Clasificación general
| Posición | Ciclista          | Equipo                           | Tiempo     |
|          | José Rujano       | Gobernación del Zulia            | 36:42:10   |
| 2.º      | José Alarcón      | Sumiglov - Gobernación de Mérida | + 00:00:03 |
| 3.º      | Noel Vásquez      | Lotería del Táchira              | + 00:00:27 |
| 4.º      | Jonathan Camargo  | Kino Táchira                     | + 00:00:39 |
| 5.º      | Carlos Becerra    | Lotería del Táchira              | + 00:02:56 |
| 6.º      | José Contreras    | Lotería del Táchira              | + 00:04:13 |
| 7.º      | Carlos Gálviz     | Gobernación del Zulia            | + 00:01:46 |
| 8.º      | Jonathan Monsalve | Mastromarco                      | + 00:06:15 |
| 9.º      | Freddy Vargas     | Lotería del Táchira              | + 00:07:13 |
| 10.º     | Humberlino Mesa   | Boyacá Orgullo de América        | + 00:07:18 |

### Clasificación por puntos
| Posición | Ciclista          | Equipo                           | Puntos |
|          | José Alarcón      | Sumiglov - Gobernación de Mérida | 149    |
| 2°       | Jonathan Monsalve | Mastromarco                      | 132    |
| 3°       | José Contreras    | Lotería del Táchira              | 119    |

### Clasificación de la montaña
| Posición | Ciclista      | Equipo                           | Puntos |
|          | José Rujano   | Gobernación del Zulia            | 41     |
| 2°       | José Alarcón  | Sumiglov - Gobernación de Mérida | 34     |
| 3°       | Jimmy Briceño | Lotería del Táchira              | 20     |

### Clasificación de los sprints
| Posición | Ciclista       | Equipo                                  | Puntos |
|          | Arthur García  | Lotería del Táchira                     | 38     |
| 2°       | Jorge Abreu    | Sport Táchira - Gobernación del Táchira | 30     |
| 3°       | Ralph Monsalve | Hussein Sports - Gobernación de Barinas | 20     |

### Clasificación sub-23
| Posición | Ciclista         | Equipo                           | Tiempo     |
|          | José Alarcón     | Sumiglov - Gobernación de Mérida | 36:42:13   |
| 2°       | Jonathan Camargo | Kino Táchira                     | + 00:00:36 |
| 3°       | Carlos Gálviz    | Gobernación del Zulia            | + 00:04:36 |

### Clasificación por equipos
| Posición | Equipo                | Tiempo     |
|          | Lotería del Táchira   | 109:32:55  |
| 2°       | Gobernación del Zulia | + 00:14:20 |
| 3°       | Kino Táchira          | + 01:01:50 |